# Qapqal
Qapqal, även känt som Cabcal, är ett autonomt område för Sibe-folket beläget i nordvästra Xinjiang, Folkrepubliken Kina. Området är beläget i den kazakhiska autonoma prefekturen i Ili och huvudort är staden Qapqal.
Orten är den enda ort där en större koncentration av talare av Sibe-språket idag finns, en dialekt av det numera nästan helt utdöda manchuiska språket.
Jingyuan-templet (Jingyuan si), som är beläget i staden, står sedan 2006 på listan över skyddade minnesmärken i Folkrepubliken Kina.